# Coyoacán

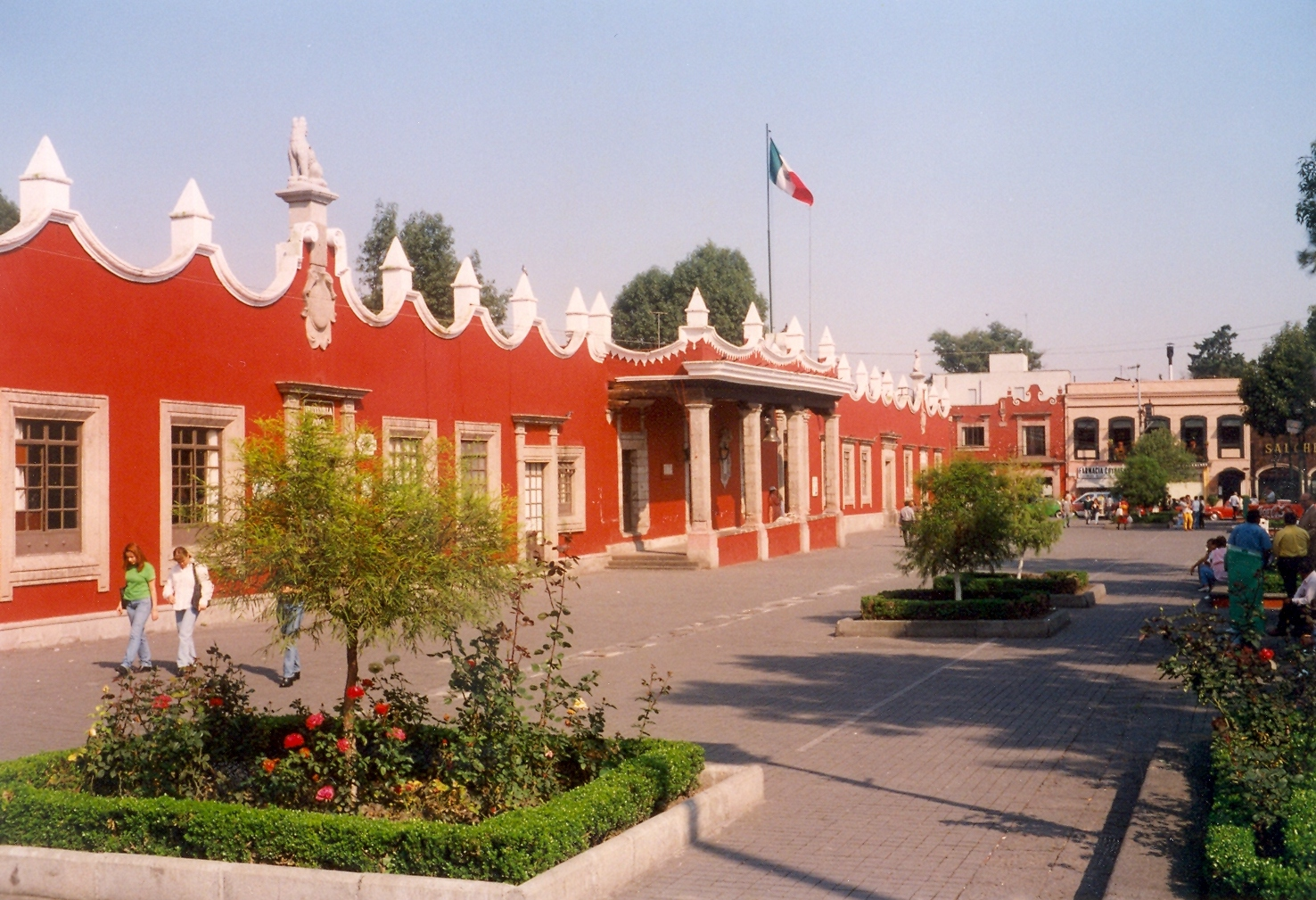
Coyoacán

Coyoacán (v nahuatl „Město kojotů“) je jedna z 16 čtvrtí (delegaciones), do kterých je rozdělen mexický federální distrikt Ciudad de México. Coyoacán leží v jižní části města. Původně byl samostatným městem, ale kolem roku 1950 byl včleněn do města Ciudad de México. Je charakterizován domy a usedlostmi vystavěnými v koloniální archetektuře. Coyoacán je dobře dostupný z centra metrem. V této městské části se nachází i univerzitní kampus UNAM, který figuruje na seznamu světového kulturního dědictví UNESCO.
V Coyoacánu žili a tvořili někteří známí mexičtí výtvarníci, především Frida Kahlo a Diego Rivera. V domě Fridy Kahlo je otevřeno muzeum, které však neobsahuje mnoho jejích děl.
Na pozvání Fridy Kahlo a Diegy Rivery zde žil ruský revolucionář Lev Trocký, který tam byl i zavražděn. V domě, kde na něj bylo provedeno několik atentátů, je jeho hrob a muzeum.